# Obrium cephalotes
Obrium cephalotes là một loài bọ cánh cứng trong họ Cerambycidae.